# Willie Clancy
Pour les articles homonymes, voir Clancy.
Willie Clancy, né le 24 décembre 1918 et enterré le 26 janvier 1973, est un musicien traditionnel irlandais, joueur de uilleann pipes.

## Biographie
Willie Clancy naît à Milltown Malbay dans le comté de Clare, dans une famille de musiciens. Ses parents, Ellen et Gilbert, jouent tous les deux du concertina et le père est également un flûtiste.
Il débute la musique à l'âge de cinq ans par la pratique du tin whistle, puis de la flûte. C'est en 1936 qu'il découvre les uilleann pipes lors d'une prestation de Johnny Doran. Il acquiert sa première cornemuse deux ans plus tard. Son style est influencé par celui de Leo Rowsome (en), Séamus Ennis, John Potts, et Andy Conroy. 
Il remporte une compétition nationale (Oireachtas) en 1947. Il se joint au The Tulla Céilí Band pour quelque temps à cette même période. Ne pouvant vivre de ses dons musicaux, il émigre à Londres, où il travaille comme charpentier.
Après la mort de son père en 1957, il retourne en Irlande et épouse peu après Dóirín Healy (1962).
De 1957 à 1972, la réputation des festivals de musique de Milltown Malbay ne cesse de grandir, sous l'impulsion de Willie Clancy. Selon Breandán Breathnach, les dons de Clancy pour la flûte irlandaise surpassent ceux démontrés pour les uilleann pipes.
La Willie Clancy Summer School est créée en son honneur en 1973. Il est également le sujet d'un documentaire de la chaine TG4, Cérbh É? Willie Clancy, programmé pour la première fois en 2009.
Sa ville natale le célèbre tous les ans, au début du mois de juillet, lors d'un festival international de musique traditionnelle.

## Discographie
- Irish Jigs, Reels & Hornpipes, avec Micheal Gorman (1955) ;
- The Minstrel from Clare (1967) ;
- The Pipering of Willie Clancy, Vol. 1 (1958-1973) ;
- The Pipering of Willie Clancy, Vol. 2 (1958-1973) ;
- The Drones and the Chanters Vol. 1 (1971).